# Богданова каплиця (Підлісці)
Богданова каплиця в Підлісцях — культова споруда, пам'ятка архітектури місцевого значення в селі Підлісцях Кременецької громади Кременецького району Тернопільської области України.

## Відомості
Споруджена в XVII ст. з місцевого каменю-пісковику, у плані прямокутна.
За переказами, 1651 р. в каплиці в Підлісцях Богдан Хмельницький залишив козацьку ікону Божої Матері (нині зберігається в храмі), а військо гетьмана освятило тут бойові знамена і зброю перед битвою під Берестечком. На зворотному шляху біля каплиці поховали козаків, які були поранені в цій битві, про що свідчать залишки козацького цвинтаря. Нині на цьому місці — Богданова каплиця з криничкою над джерелом.
У 1991 році під час відновлення каплиці знайшли велике поховання. Звичай пращурів ховати померлих під каплицями вирішили не порушувати, тільки відправили заупокійну службу.
У 2021 році на території культової споруди відбувся духовно-історичний фестиваль «Богданова каплиця».